# Gibraltarský fotbalový pohár
Gibraltarský fotbalový pohár, oficiálním názvem Rock Cup, je pohárová vyřazovací soutěž v gibraltarském fotbale. Hraje se od roku 1895, pořádá ji Gibraltarská fotbalová asociace.
Aktuálním vítězem ze sezóny 2023/24 je Lincoln Red Imps FC.

## Přehled vítězů
Zdroj:
- 1895 Gibraltar FC
- 1896-1934 není znám
- 1935-36 HMS Hood
- 1936-37 Britannia F.C.
- 1937-38 Europa F.C.
- 1938-39 2nd Battalion The King's Regiment
- 1939-40 Britannia F.C.
- 1940-41 nehrálo se
- 1941-42 A.A.R.A.
- 1942-43 RAF New Camp
- 1943-44 4th Btallion Royal Scott
- 1945-46 Europa F.C.
- 1946-47 Gibraltar United F.C.
- 1947-48 Britannia F.C.
- 1948-49 Prince of Wales
- 1949-50 Europa F.C.
- 1950-51 Europa F.C.
- 1951-52 Europa F.C.
- 1953-73 není znám
- 1973-74 Manchester United Reserve
- 1974-75 Glacis's United
- 1975-76 2nd Battalion RGJ
- 1976-77 Manchester United F.C.
- 1977-78 není znám
- 1978-79 St Joseph's FC
- 1979-80 Manchester United F.C.
- 1980-81 Glacis United F.C.
- 1981-82 Glacis United F.C.
- 1982-83 St Joseph's FC
- 1983-84 St Joseph's FC
- 1984-85 St Joseph's FC
- 1985-86 Lincoln F.C.
- 1986-87 St.Joseph's
- 1987-88 RAF Gibraltar
- 1988-89 Lincoln Reliance
- 1989-90 Lincoln F.C.
- 1990-91 není znám
- 1991-92 St Joseph's FC
- 1992-93 Lincoln F.C.
- 1993-94 Lincoln F.C.
- 1994-95 St Theresas F.C.
- 1995-96 St Joseph's FC
- 1996-97 Glacis United F.C.
- 1997-98 Glacis United F.C.
- 1998-99 není znám
- 1999-00 Gibraltar United F.C.
- 2000-01 Gibraltar United F.C.
- 2001-02 Lincoln FC
- 2002-03 Manchester United F.C.
- 2003-04 Newcastle FC [pozn. 1]
- 2004-05 Newcastle FC [pozn. 1]
- 2005-06 Newcastle FC [pozn. 1]
- 2006-07 Newcastle FC [pozn. 1]
- 2007-08 Lincoln FC
- 2008-09 Lincoln FC
- 2009-10 Lincoln FC
- 2010-11 Lincoln FC
- 2011-12 St Joseph's FC
- 2012-13 St Joseph's FC
- 2013-14 Lincoln FC